# リヨン駅列車衝突事故
リヨン駅列車衝突事故（フランス語：Accident ferroviaire de la gare de Lyon）とは、1988年6月27日、フランスパリ市にあるフランス国鉄（略称：SNCF）リヨン駅構内で発生した列車正面衝突事故である。ブレーキがほとんど効かないまま当駅構内に進入した電車が、当駅に停車中の対向列車と正面衝突し、死者56名、負傷者55名を出す大惨事となった。

## 概要
フランス国鉄の通勤電車153944列車（Z5300形電車）は、パリ市の南東に位置するムランを発車し、パリ市のリヨン駅へ向けて走行していた。
夏ダイヤへの改正により、事故当時のル・ヴェール・ド・メゾン駅は通過駅となっていた。しかし、当該列車が同駅のプラットホームに差し掛かかった時、2両目にいた乗客の女性が下車駅を間違えたために客室にあった非常ブレーキを操作して下車した。運転士は車掌の手も借りながら、ブレーキの解除作業を26分間かけて行った。この作業の間、列車にいた乗客の多くが下車した。
遅延回復のため、リヨン駅にある運行指令室は153944列車の運転士に次の停車駅であるメゾン＝アルフォール駅（終点のリヨン駅の1つ手前の停車駅）を通過するよう指示した。当該列車はメゾン＝アルフォール駅を通過した直後、リヨン駅に向かう4度の下り勾配に差し掛かった。
リヨン駅進入時にポイントを通過するため、運転士は減速を示す黄色信号を確認して減速しようとしたが、列車のブレーキがほぼ効かないことに気づいた。下り勾配で列車の速度が増す中、運転士は緊急事態であることを無線で指令室に連絡したが、気が動転しており指令員に自車の列車番号を伝えることができなかった。運転士は警報ボタンを押し、乗客を列車の後部に避難させるために運転室を空にした。
153944列車は、リヨン駅で車掌の遅刻のために発車が遅れていた同駅始発の対向列車と正面衝突した。衝突された列車の運転士は、乗客に避難を呼びかけるために衝突の瞬間まで運転室に留まっていたことで殉職した。

## 調査
当時、パリとその周辺で列車の爆破事件が相次いでいたため、本件事故に関しても当初はテロリストが関与しているものと考えられた。調査員が153944列車の1両目の後方にある主ブレーキ配管のバルブが閉じられているのを発見したことから、テロ説は有力視された。このバルブが開けられた状態であれば、1両目の圧縮空気が後方の車両に送られ空気ブレーキを動作させることができるが、閉じられている場合はバルブより後方にある全ての車両のブレーキが動作しない状態になる。このため、ブレーキシステムの仕組みについての詳細な知識がある何者かがバルブを閉じたものと推定された。
次に、非常ブレーキを操作した者が誰であるか調査された。非常ブレーキを操作した者への出頭を呼びかける広告を新聞に掲載すると、若い母親の女性が名乗り出た。女性は普段、下校する自分の子供たちを迎えに行くため、ル・ヴェール・ド・メゾン駅に停車する153944列車を利用していた。しかし、6月の夏ダイヤへの改正により、153944列車がル・ヴェール・ド・メゾン駅を通過するようになっていた事を知らなかった。この日も153944列車に乗車していた女性は、自分の子供を待たせたくなかったため、非常ブレーキを操作して停車させたと調査員に語った。当時のフランス国鉄ではダイヤ改正で停車駅が変更されると、列車を乗り間違えた乗客が客室内の非常ブレーキを扱って下車する事例が稀にあった。調査員は「女性のとった行動は身勝手で無責任ではあるが、事故に直接的につながる物ではない」と結論づけた。
その後、調査員は運転士の取り調べの記録をより詳細に調査した。その結果、非常ブレーキを解除するハンドルが固く動かなかったため、運転士は解除ハンドルにより力を加えようとして主ブレーキの配管バルブに手を置いていたことがわかった。この点は以前の調査では見落とされており、調査員らは運転士がハンドルを引っ張ったとき、誤って逆側の手でバルブを閉じたものと推定した。
しかしこの推測には、運転士が列車を再び動かしているという別の疑問点があった。バルブが閉じている場合、車両のフェールセーフ機構が働いて列車の全てのブレーキがロックされる。運行を再開するにはバルブを開くか、各ブレーキパッドのロックを手動で解除しなければならない。フランス国鉄の指針では、技術者を呼んで電車を調査してもらわなければ運転再開してはならないことになっていた。しかし、運転士は既に長時間停車していたために焦りが生じ、技術者を呼ぶことなく、列車の最後方にいた車掌にブレーキのロックを解除するよう依頼した。運転士は問題の原因を「エアロック」であると思い込んでいた。運転室内にある圧力計は正常な値を示しており、そのために全てのブレーキシステムが正常に動作しているものと考えた。しかし、運転士が無意識のうちに主バルブを閉じたことで後方の車両とのブレーキ系統を切り離していたため、運転室内の圧力計が示していたのは1両目のブレーキのみの値であった。
所定のダイヤでは、リヨン駅の1つ手前の停車駅であるメゾン＝アルフォール駅で停車するはずであったが、運行指令室は遅延回復のためメゾン＝アルフォール駅を通過し、リヨン駅まで無停車で運行するよう運転士に指示していた。このため列車は90km/hで走行を続け、ブレーキをかける機会がなくなり、運転士が列車の制動力が失われていることに気付くタイミングが遅れた。また、この列車には発電ブレーキが装備されていたが、運転士らは通常発電ブレーキの使用を嫌う傾向にあったことに加え、当該列車の運転士は異常発生後にパニック状態に陥っていたため、結果として扱われることはなかった。
運転士は異常が発生したことを無線で運行指令室に報告し、列車でトラブルが発生したことを知らせる緊急警報を発報したが、パニックを起こしていたため、指令室に自車の列車番号も現在位置も伝達することができなかった。運行指令室は問題が生じている列車を特定すべく、リヨン駅に接近している全4本の列車に通信を試みた。しかし、警報の発報で緊急停止を余儀なくされた他の多くの列車からの問い合わせに忙殺され、当該列車を特定することができなかった。
また、信号システムは始発列車が入線している2番線でなく、列車のいない1番線に当該列車を誘導するよう事前にプログラミングされていた。運転士が警報を発報したことですべての信号が停止現示に変わったが、同時に信号機の制御が完全に手動制御に切り替わったため、予め設定されていたプログラムも無効となり、当該列車は2番線に進入して衝突に至った。衝突された側の列車は車掌の遅刻で在線時間が長引いていたことや、リヨン駅はカーブしており、見通しが悪かったことも被害を拡大させた。この事故で死亡した56名は、全員が停車中だった始発列車の乗員・乗客だったため、列車のいないプラットホームに当該列車を進入させた場合、死者の発生を回避できた可能性があった。

## 責任
この事故においては、多くの責任が言及された。
当該列車の車掌
当該列車の車掌はヴェール・ド・メゾン駅における事故時の過失に加えて、レギュレータ（調節器）に対する確認を忘れるという過失を犯していた。確認を忘れていなければ、転轍手が当該列車を空いているプラットホームへ誘導することができた可能性がある。また、非常ブレーキの解除に必要な一連の手順において、規則では技術者の援助を必要としていたが、当該列車の車掌は独断でブレーキ解除の動作を行っていた。これらの過失は、控訴院（高等裁判所に相当）によって指摘された。

転轍手
転轍手らは緊急事態に際してマニュアル通りの対応を取り、空いているプラットホームへ列車を誘導することは考えなかった。さらに、駅構内のアナウンスを行う責任者がその任務を果たすために転轍手らの隣にいたにもかかわらず、プラットホームにいた車両の退避を行わなかったことで非難された。

衝突された始発列車の車掌
車掌の遅刻が原因で出発が遅れていたため、本来ならば既に出発していてプラットホームにいないはずの列車が在線していたため、衝突に至った。

## その後
緊急ブレーキを引いた女性、運転士のダニエル、管理室の責任者が裁判に問われた。運転士のダニエルは、4年の刑を受け、6ヶ月服役したのち釈放されたが、そのすぐ後にガンにより死去。ブレーキの解除の作業を手伝った車掌のジャンもまた、同じ刑で服役した。乗客を避難することができなかったリヨン駅の監督、緊急ブレーキを無断で不正に使用した乗客に対しては、事故に対する法的責任は問われず無罪となったが、緊急ブレーキを無断で不正に使用した女性については、私情により非常ブレーキを無断で不正に使用したとして1000フランの罰金を科せられた。運行指令室の責任者については規則通りの行動をとったのみであったため、即無罪となった。なお、これらの判決が下ったのは事故発生から約5年後のことだった。また、今回の事故で犠牲となったタンギーは電車の運転室に残り、乗員乗客に避難誘導をし続けながらも犠牲者を減らした英雄としてその最期が賞賛された。
フランス国鉄組合代表は、運転士はスケープゴートにされたと主張した。評論家は、フランス国鉄は過密なスケジュールと駅の空間が不十分であること、鉄道の管理に問題があることが事故に結び付いたと非難した。
事故後、フランス国鉄は空気管のコックの位置の変更、自動制御システムの見直しなどを行い、安全対策を強化した。

## メディア
- ナショナルジオグラフィックで放送されている衝撃の瞬間第3シリーズ（邦題：パリの列車事故）
- 奇跡体験!アンビリバボー(2021年11月11日放送分)